# Oujda

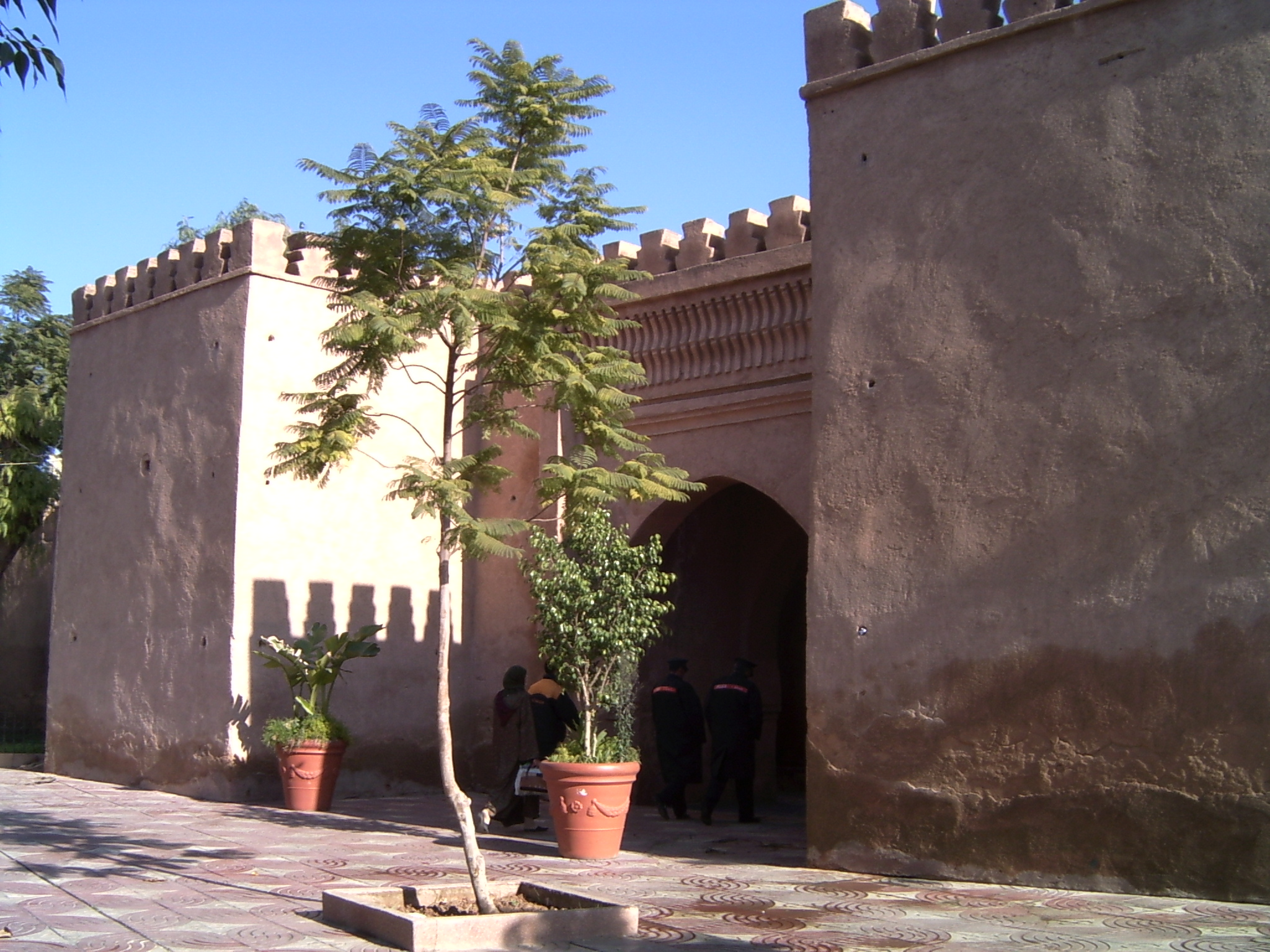
Porten Bab-el-Gharbi i Oujda.

Oujda eller Oudjda (arabiska وجدة, berberspråk ⵡⴻⵊⴷⴰ) är en stad i Marocko, vid gränsen till Algeriet, cirka 29 mil nordost om Fès. Staden är administrativ huvudort för regionen Oriental samt prefekturen Oujda-Angad. Folkmängden uppgick till 494 252 invånare vid folkräkningen 2014.
Oujda är en viktig järnvägsknutpunkt och ett handelscentrum med metall- och livsmedelsindustri. Turism spelar också en roll. Den har ett universitet sedan 1978.
Oujda grundades 973, och var fordom en blomstrande stad, som på grund av sitt läge mellan Fès och Algeriet sedan gammalt har haft stor strategisk betydelse. Staden har förstörts och återuppbyggts så många gånger att den har fått tillnamnet Medinet al-Haira, "Fruktans stad". Många gamla byggnader finns kvar, däribland porten Bab-el-Gharbi, som antagligen är stadens äldsta port. Den har även en stor moské med hög minaret samt i sydost ett citadell (kasbah).